# Wynnewood Road (Metro de Filadelfia)
Wynnewood Road  es una estación en la línea Púrpura del Metro de Filadelfia. La estación se encuentra localizada en Wynnewood Road y Haverford Road en Haverford, Pensilvania.  La Autoridad de Transporte del Sureste de Pensilvania (por sus siglas en inglés SEPTA) es la encargada por el mantenimiento y administración de la estación. 

## Descripción y servicios
La estación Wynnewood Road cuenta con 2 plataformas laterales y 3 vías.  

## Conexiones
La estación es abastecida por las siguientes conexiones: 
- Rutas de autobuses de SEPTA: Ninguna